# 8BIT MUSIC POWER
《8BIT MUSIC POWER（8比特音乐力量）》是2016年1月30日发售的FC软件的名称。因为原发售商未取得任天堂的发售许可证，所以包装之类的上面只写有“FC/FC兼容机用”，而没有直接把“FC软件（FCソフト）”的名称写出来。

## 概要
内含的音乐是只利用FC的内置音源芯片（2A03）播放出来的。制作人是插畫家RIKI，收录了由1980年代游戏业界活跃的作曲家所原创的乐曲总计11曲目。其本体和普通的FC卡带外观相同。此外，包装和説明書的设计、配色也和FC游戏卡带类似。。

## 收录曲
1. BLACK CARTRIDGE / Hally (2:36)
2. PICO MY HEART / 国本剛章（日语：国本剛章） (2:06)
3. CIRCUS GAME / 佐野广明（日语：佐野広明） (2:16)
4. MASS PURPLE / 与猶啓至（日语：ヨナオケイシ） (3:46)
5. NARU YONI NARU / サカモト教授（日语：サカモト教授） (2:04)
6. PHASE OUT (0.8) / Saitone（日语：Saitone） (7:07)
7. ORIENTAL MYSTIQUE / 梶原正裕（日语：梶原正裕） (3:12)
8. EIGHT BIT JUNGLE / 慶野由利子（日语：慶野由利子） (3:51)
9. TIP-TRACK 303 / Tappy (2:53)
10. KIRAKIRA BUSHI / Omodaka（日语：寺田創一） (4:46)
11. TESTPATTERN / 盐田信之（日语：塩田信之 (作曲家)） (7:23)

这里还存在有一首只能从选项界面才能听到的隐藏曲目（FUWAx2 + MOKOx2 / Tappy (2:20)）。

## 脚注
1. ↑  . ORICON NEWS.   [2018-01-31]. （原始内容存档于2018-01-31）.
2. ↑  .   [2019-03-19]. （原始内容存档于2016-05-30）.